# تپه کول تپه زینب یری
تپه کول تپه زینب یری مربوط به عصر آهن است و در شهرستان کوثر، بخش مرکزی، دهستان سنجبد شمالی، روستای نوده واقع شده و این اثر در تاریخ ۱۵ دی ۱۳۸۷ با شمارهٔ ثبت ۲۳۹۷۹ به‌عنوان یکی از آثار ملی ایران به ثبت رسیده است.